# ガイガー・ヌッタルの法則
ガイガー・ヌッタルの法則（ガイガーヌッタルのほうそく、英: Geiger–Nuttall law）は、アルファ崩壊する放射性元素において、放出されるアルファ粒子のエネルギーと崩壊定数の経験的関係を示す式である。1911年にハンス・ガイガーとジョン・ミッチェル・ナットールによって定式化された。大雑把にいうと、半減期の短い放射性元素から放射されるアルファ線のエネルギーは、半減期の長い放射性元素からのアルファ線よりも大きいエネルギーをもっているということを表している。
例えば半減期が約44億6800万年のウラン238の主なアルファ線エネルギーは4.202MeVであるが、半減期が2万4000年とウラン238に比べて短いプルトニウム239の主なアルファ線エネルギーは5.157MeVと1MeV(100万電子ボルト)近くのエネルギーの差があり、更に半減期がわずか55.6秒とプルトニウム239に比べて極めて短い半減期のラドン220のアルファ線エネルギーは6.288MeVと更に1MeV以上も強力となっている事がわかる。
α線のエネルギーE とその飛程R には
{\displaystyle R=CE^{3/2}}
という関係が存在する。ここでC は定数であり、
{\displaystyle C=0.318\;\mathrm {cm/MeV^{3/2}} }
とおけば、R をセンチメートル、E をMeVとしたときに成立する。
ここで、R とλの間に
{\displaystyle \ln \lambda =A+B\ln R}
のような経験的関係が成立するが、これもガイガー・ヌッタルの法則という。ここで、A とB は各崩壊系列に固有な定数である。
ここで、λ [s-1] を壊変定数とすれば、B = 59 、A = -41.8 ウラン系列（質量数4n + 2）-43.4 トリウム系列 （質量数4n ）-45.0 アクチニウム系列 （質量数4n + 3）が成立する。この法則が、後にジョージ・ガモフおよびEdward Condon、Ronald W. Gurneyによって量子力学の理論から説明された。彼らの名前を取って、ガモフ・コンドン・ガーニーの理論という。この理論より、ガイガー・ヌッタルの法則は次のような式で系列によらない形に一般化できる。
{\displaystyle \ln \lambda =-a_{1}{\frac {Z}{\sqrt {E}}}+a_{2}}
ここで λは崩壊定数、 Z は原子番号、 E は（アルファ粒子と崩壊後の原子核の）全運動エネルギー、 a1 と a2 は定数である。この導出は次のように理解できる。まず、原子核を箱とみなしてアルファ粒子が原子核の核子の粒子が沢山はいった箱の内部に存在すると考える。この粒子は、強い相互作用の影響下にあるので、通常その束縛エネルギーの障壁を超えることは出来ないと考えられる。しかしいわゆるトンネル効果により、強い相互作用のポテンシャル障壁を打ち破って原子核外部に飛び出すことができるのである。くわしい式導出は外部リンクを参照のこと。
このガモフらのアルファ崩壊の理論に示唆され、ウォルトンとコッククロフトらは粒子加速器を開発し、原子核物理学を発展させた。